# Avereest
Avereest is een streek en voormalig zelfstandige gemeente in het noordoosten van de streek Salland in de Nederlandse provincie Overijssel, die bestond uit Balkbrug, Dedemsvaart en Oud Avereest. De gemeente is in 1818 uit de gemeente Ommen ontstaan en ging per 1 januari 2001 op in de gemeente Hardenberg.
De naam Avereest komt van het kleine beekje de Reest die de grens vormt tussen Overijssel en Drenthe. Aver duidt op de bovenloop van een stroom, waardoor de naam neerkomt op bovenloop van de Reest.

## Geschiedenis gemeente Avereest
Tot 1818 behoorde het gebied tot de gemeente Ommen. Ommen werd in 1818 gesplitst in drie zelfstandige gemeentes, namelijk Ambt Ommen, Stad Ommen en Avereest.
In 1868 telde de gemeente Avereest 6.250 inwoners. De oppervlakte bedroeg destijds 7335 hectare, toen bunder genoemd.
In 2000 werden alle plaatsen in de gemeente Avereest door de gemeentelijke herindeling bij de wet van 29 juni 2000, aan de gemeente Hardenberg toegevoegd. Dit ging niet zonder slag of stoot. Uit het westelijk deel van de gemeente (Balkbrug en Oud Avereest) kwamen protesten; er was een voorkeur voor het opgaan in het nabijgelegen Staphorst. Ook waren er protesten uit het dorp Dedemsvaart, dat Avereest toch als zelfstandige gemeente wilde laten doorgaan en anders als onderdeel van de gemeente Ommen wilde verdergaan. Door de gemeentelijke herindeling kwam een einde aan bijna 200 jaar zelfbeheer van Avereest, tot ongenoegen van veel bewoners.
De Historische Vereniging Avereest houdt de lokale bevolking op de hoogte van haar historie. Deze vereniging gaat vooral in op de historie van de Dedemsvaartse kalkovens, het kanaal de Dedemsvaart en de historische panden die aan dit kanaal zijn gevestigd. Elke maand brengt zij een bulletin uit waarin wordt ingegaan op diverse historische gebeurtenissen die in de gemeente plaats hebben gevonden.

### Dedemsvaart
Dedemsvaart, het belangrijkste dorp in de voormalige gemeente, is ontstaan ten gevolge van de aanleg van het kanaal De Dedemsvaart en de vervening van de omliggende gronden die erdoor mogelijk werd in de eerste helft van de negentiende eeuw. Vanwege deze veenwinning werd de gemeente Avereest in 1837 uitgebreid met gedeelten van de gemeenten Ambt Ommen en Ambt Hardenberg waardoor zij het karakter kreeg van een veenkolonie. In 1848 werd de administratie gevestigd in Dedemsvaart, dat uitgroeide tot het belangrijkste dorp van de gemeente. Als gevolg van de belangrijke positie in de veenstreek werd de Dedemsvaartsche Stoomtramweg-Maatschappij (afgekort DSM) in 1885 opgericht. Dit was een bedrijf dat het vervoer van personen en goederen per stoomtram in Noordoost-Overijssel en Zuidoost-Drenthe verzorgde. In 1886 werd de eerste tramlijn aangelegd tussen het Station Dedemsvaart, dat lag op de plek waar de Staatsspoorwegen-lijn Zwolle – Meppel de Dedemsvaart kruiste, naar het tramstation Avereest, dat lag in het dorp Dedemsvaart. Al snel werden er meer lijnen aangelegd. Later zijn de tramwegen verwijderd en tegenwoordig kent Dedemsvaart geen tramstation meer. De straatnaam: D'olde Tramboane (De oude trambaan), nabij het huidige busstation, herinnert nog aan de voormalige stoomtram. De DSM is later overgestapt op busvervoer en was toen bekend onder de naam Dedemsvaartse Vervoer Maatschappij (DVM). Ook deze firma ook verdwenen en tegenwoordig (2011) verzorgd Syntus het busvervoer als opvolger van Connexxion en Arriva.
Na 1940 werd de tramlijn opgeheven en kwam er een busdienst voor in de plaats. Ten westen van het huidige busstation aan De hoofdvaart staat nog steeds het oude stationsgebouw, dat al jaren een woonbestemming heeft. Ook het kanaal de Dedemsvaart is op grote delen (N377) gedempt. Binnen het dorp zelf is het kanaal nog deels intact. De scheepswerven die Dedemsvaart ooit bezat, Mol, Mittendorff en Peters, zijn ook al jaren verdwenen uit het dorp. Scheepswerf Peters bestaat nog steeds, maar bevindt zich tegenwoordig in Kampen. De straatnaam Peterswijk is nog het enige dat herinnert aan de scheepswerf. Bij tijd en wijle klinkt nog de roep vanuit de lokale bevolking om het kanaal deels te heropenen, maar voorstellen om bijvoorbeeld een deel van het kanaal buiten Dedemsvaart tot een beperkte diepte uit te graven zijn tot op heden (2011) nog niet gerealiseerd. Wat wel is gerealiseerd is dat in Dedemsvaart de afgelopen jaren zowel de kalkovens (nabij het kruispunt van de Julianastraat en De langewijk) in oude glorie zijn hersteld en in 2010 is de oude gashouder gerestaureerd. De laatste doet nu dienst als mini-theater.
In het jaar 2000 sloot het openluchtzwembad, 't Keerpunt, van Dedemsvaart, en kwam er een binnenzwembad voor in de plaats. Hier was veel lokaal verzet tegen, temeer omdat dit zwembad onder andere met contributies van de toenmalige bewoners van Dedemsvaart tot stand is gekomen. Daarnaast biedt het nieuwe overdekte zwembad "De kiefer" slechts een fractie van de capaciteit van het oude openluchtzwembad.

### Balkbrug
Balkbrug ontstond na de aanleg van het kanaal de Dedemsvaart. Het dankt haar naam aan een balk die onder een brug in dit kanaal lag. Deze balk moest voorkomen dat schepen met te grote diepgang deze brug konden passeren. Balkbrug lag op de kruising van deze vaarweg met de weg van Ommen naar Meppel, waardoor hier een wat grotere nederzetting kon ontstaan. Ook werd de groei van het dorp bespoedigd door het oprichten van een bedelaarskolonie van de Maatschappij van Weldadigheid in 1819 op de Ommerschans ten zuiden van het dorp.
Na de sluiting van de bedelaarskolonie, later Rijkswerkinrichting in 1890, werd in 1894 in Balkbrug het Rijks Opvoedings Gesticht voor jongens "Veldzicht" gesticht. In 1932 werd het opvoedingsgesticht gesloten, en werden de gebouwen in gebruik genomen als Rijks Asyl voor Psychopathen (later tbs-inrichting), dat ook onder de naam Veldzicht verderging.
In 1886 werd Balkbrug aangesloten op de stoomtramverbinding van de DSM van Dedemsvaart dorp naar Dedemsvaart SS, een station aan de lijn Zwolle - Meppel. In 1908 groeide Balkbrug uit tot een knooppunt van stoomtramlijnen toen Spoorweg-Maatschappij Meppel-Balkbrug haar lijn tussen Meppel en Balkbrug opende. In 1939 werd deze lijn weer gesloten. In 1947 sloot de eerstgenoemde lijn.

## Geografische situatie
De gemeente Avereest grensde aan de westzijde met de gemeente Staphorst. De westzijde kenmerkt zich door zijn sterk landelijke karakter. Ook over de grens met Staphorst liggen veel landbouwgronden.
Het zuidwestelijke deel van Avereest grensde aan de gemeente Nieuwleusen. Tegenwoordig is Nieuwleusen onderdeel van de gemeente Dalfsen, en zijn delen van de gemeente opgegaan in Staphorst en Zwolle. De Dedemsvaart is aangelegd door de Baron Van Dedem en verbond Hasselt, waar het kanaal begon aan het Zwarte Water met Coevorden. Door dit kanaal konden de rijke veengronden van Noordoost Overijssel worden ontgonnen en kon de turf via dit kanaal worden vervoerd. In Dedemsvaart werden vanaf 1815 meerdere kalkbranderijen gesticht waar schelpen tot metselkalk werden gebrand. Zo konden de schippers met schelpen heenvaren en met turf en kalk terug. De oudste van deze branderijen is volledig gerestaureerd en biedt onderdak aan de Historische Vereniging Avereest.
De zuidzijde van de gemeente grensde aan de gemeente Ommen (Stad Ommen en Ambt Ommen tot het jaar 1923). In het zuiden van Avereest bevonden zich vele wijken en sluizen (thans grote sloten genoemd). Aan deze wijken zijn nog relatief veel historische boerderijpanden gevestigd. Een aantal van deze boerderijen kenmerkt zich vooral vanwege de Staphorster grijze band. De wijken maakten in de 20e eeuw steeds meer plaats voor wegen. De namen van deze wegen herinneren aan de oude wijken. Ook is er in Dedemsvaart een basisschool vernoemd naar een voormalig sluis die zich op de plek van de basisschool bevond. De sluizen waren noodzakelijk door het relatief grote verloop dat het kanaal kende op zijn route van Coevorden naar Hasselt.
Het oostelijke deel van Avereest grensde aan de gemeente Hardenberg (tot 1942 Ambt Hardenberg en Stad Hardenberg). Hoewel Avereest sinds 2000 onderdeel is van de gemeente Hardenberg heeft het een relatief slechte verbinding met deze gemeente. Dit is te verklaren vanwege het feit dat Avereest bijna 200 jaar een zelfstandige gemeente is geweest, en de verbinding met het rijkere en welvarendere westen meer prioriteit had. Daarnaast is er ondanks de geringe afstand toch een relatief groot cultureel verschil tussen Dedemsvaart en Hardenberg. Dedemsvaart werd van origine bevolkt door een mix van bevolkingsgroepen, waaronder Groningse boeren, Staphorster boeren, Katholieke Duitse arbeiders en arbeiders van heinde en ver. Deze gevarieerde bevolking zorgde voor een relatief seculier karakter van Dedemsvaart. Dit tekende zich ook af het stemgedrag (groot aandeel PvdA) ten opzichte van het meer conservatief Christelijk Hardenberg (voornamelijk CU en CDA). Dit is tot op heden ook nog steeds het geval. Het feit dat voor de herindeling de gemeenteraad toestemming gaf voor het vestigen van een coffeeshop in Dedemsvaart is hiervoor wel tekenend.
Het noordelijke deel van Avereest grensde aan Drenthe. De Reest vormt een scheiding tussen Overijssel en deze provincie. De verbinding van Avereest met Drenthe was in de eerste helft van de 20e eeuw slecht, maar na aanleg van de N48 die tussen Balkbrug/Dedemsvaart en Hoogeveen ligt is deze verbinding verbeterd. Op 1 januari 1978 verkreeg de gemeente Avereest 15 hectare land van de gemeente Zuidwolde.
In 1999 kwam het document "Gemeenten op Maat" uit, gepubliceerd door Centraal Bureau voor de Statistiek. Volgens dit document was de oppervlakte in vierkante kilometer in totaal 74,23, waarvan land 73,69 en waarvan (binnen)water 0,54. De gemeente telde in 1999 in totaal 15.167 inwoners, waarvan 7.672 mannen en 7.495 vrouwen. Dit komt neer op een omgevingsadressendichtheid van 525, een bevolkingsdichtheid van 203 en een woningdichtheid van 76 per vierkante kilometer.
Volgens het Statistisch bulletin nummer 25 van 22 juni 2000 (de laatste opgestelde voor de gemeente Avereest) opgesteld door het Centraal Bureau voor de Statistiek telde de gemeente Avereest op 22 juni 2000 15.330 inwoners.

## Ruimtelijke ordening
De gemeente Avereest kenmerkte zich op het gebied van ruimtelijke ordening tot een gemeente met lokale ambities, met name voor de hoofdplaats Dedemsvaart. Voordat Avereest opging in Hardenberg waren plannen om Dedemsvaart uit te breiden aan de westkant van het dorp. Nadat de gemeente bij Hardenberg werd gevoegd gingen deze plannen echter niet door, doordat de nieuwe gemeente haar ruimtelijke beleid meer toespitste op het versterken van de plaats Hardenberg, dit tot ongenoegen van o.a. veel Dedemsvaarters. Tot aan 2005 zijn de voornaamste ingrepen in Hardenberg verricht, waarna de scopus weer werd verlegd naar de overige plaatsen in de gemeente. Dit is ook in lijn met de destijds gemaakte politieke overwegingen. Er gingen binnen de gemeenteraad van Hardenberg stemmen op om de uitbreidingen voornamelijk in Hardenberg te concentreren, en de overige kernen landelijk te houden. Later is hier gedeeltelijk weer op teruggekomen, de plaatsen Dedemsvaart, Balkbrug en Gramsbergen bouwen anno 2008 weer voor de lokale woningbehoefte.

## Geboren
- Miss Montreal, eigen naam Sanne Hans, zangeres
- Rudolf Kerkhoven, theeplanter in Gamboeng, Nederlands-Indië
- Tetske van Ossewaarde, actrice en presentatrice
- Bert Poolman, biochemicus

## Trivia
- Het laatste gemeentehuis van Avereest was gevestigd aan de Moerheimstraat in Dedemsvaart. Na opheffing van de gemeente was is in dit historische pand enige tijd een kantoor van Rabobank gevestigd.
- Het eerste gemeentehuis in Dedemsvaart was gevestigd op de hoek van de Tramstraat, later Weth. Molstraat en de Hoofdvaart (ten oosten van Varwijk meubelen). Dit pand is tegenwoordig een woonhuis.
- Veel namen van verenigingen bevatten nog de naam van de oorspronkelijke gemeente Avereest.
- Ieder jaar wordt nog steeds twee maal 'de Avereester kroegentocht' georganiseerd door meerdere kroegen in Balkbrug en Dedemsvaart.
- Partnergemeente van Avereest was Bad Rothenfelde in Nedersaksen in Duitsland, Dedemsvaart en Bad Rothenfelde hebben nog steeds een hechte band.